# 戚勋
戚勳（?—?），字伯屏，号羽明。明末江阴人。
早年為诸生，崇祯十六年秋八月，授文華殿中書舍人。弘光帝即位，奉詔督饷福建，不久南京陷落。与陳明遇迎故典史阎应元为帅。城破，戚勳在壁上书写“大明文华殿中书戚勋死节之地”，自焚死。著有《留丹集》、《佩朱随笔》。